# 24式装輪装甲戦闘車
24式装輪装甲戦闘車（にいよんしきそうりんそうこうせんとうしゃ）は、日本の陸上自衛隊が調達中の装輪型歩兵戦闘車である。16式機動戦闘車の車体をベースとしており、同じく調達中の24式機動120mm迫撃砲、共通戦術装輪車 (偵察戦闘型)と同じく共通戦術装輪車の1つである。開発は三菱重工業が請け負った。

## 概要
2024年（令和6年）度から調達が開始され、2024年（令和6年）度予算で24両、続く2025年（令和7年）度概算要求では18両で218億円が要求された。最終的には232両が調達される予定である。今後は全国の即応機動連隊に優先的に配備されるものとみられる。

## 調達
| 予算計上年度        | 調達数 | 予算額  |
| ------------------- | ------ | ------- |
| 2024年（令和6年）度 | 24両   | 242億円 |
| 2025年（令和7年）度 | 18両   | 220億円 |
| 合計                | 42両   | 462億円 |

## 配備
2023年（令和5年）時点で配備部隊は明らかになっていないが、機動戦闘車との連携を明記していることから即応機動連隊および偵察戦闘大隊への配備が見込まれている。

## 登場作品

### ゲーム
『War Thunder』
大型アップデート「ファイアバーズ（Firebirds）」にて、「24式装輪装甲戦闘車／共通戦術装輪車 歩兵戦闘車型（プロトタイプ）」として日本ツリーに軽戦車として実装された。